# Francesca Gargallo
Francesca Gargallo di Castel Lentini Celentani, (Roma, 25 de novembro de 1956 – 3 de março de 2022) foi uma escritora mexicana, feminista e docente que tem desenvolvido seu trabalho no México e na América Latina desde 1979. Tem publicado sua obra principalmente em espanhol.
Como escritora literária, Gargallo publicou romances, poesia, conto e conto infantil. No campo do ensaio e historiografía tem escrito sobre as ideias do feminismo latino-americano e mexicano, bem como sobre a estética e a crítica literária e de artes visuais. Também trabalhou como editora, jornalista e tradutora.
Tem feito parte de conselhos editoriais das revistas Cuadernos Americanos (Universidade Nacional Autônoma de México), Blanco móvil (revista literária) e Pensares y quehaceres (Sociedade de Estudos Culturais Nossa América), entre outros. Gargallo em 2018 foi convidada por Meneses Monroy para colaborar com a revista El Comité 1973.
Desde princípios da década de 1980, Francesca Gargallo é parte dos movimentos feministas mexicano e latino-americano, nos quais trabalhou com coletivos feministas autônomos, de mulheres indígenas e populares, de dissidências sexuais e direitos humanos.
Em 2002, foi fundadora das licenciaturas de Filosofia e História das Ideias e Literatura e Criação Literária na Universidade Autónoma da Cidade de México (UACM). Em 2009, ela e a professora Norma Morgrovejo abriram o Seminário de Feminismo Nuestroamericano como matéria da licenciatura em Defesa e Promoção dos Direitos Humanos, Universidade Autônoma da Cidade de México (UACM).

## Literatura (seleção)

### Romances
- Los extraños de la planta baja (Ediciones Desde Abajo, Bogotá, Colombia, 2015, 172 pp. ISBN 9789585882683)
- Al paso de los días (Editorial Terracota, Ciudad de México, 2013, 174 pp. ISBN 9786077130895)
- Marcha seca (Ediciones Era, México, 1999, 76 pp. ISBN 9684114540)
- La decisión del capitán (Ediciones Era, México, 1997, 181 pp. ISBN 9684114133)
- Los pescadores del Kukulkán (Aldus, México, 1995, 67 pp. ISBN 9686830413)
- Estar en el mundo (1994, Ediciones Era, México, 135 pp. ISBN 9684113579. Traducida al alemán como: Schwestern, en 1996, publicada por Eichborn, Frankfurt, y en 1998 en edición de bolsillo por la editorial Piper, Frankfurt)
- Manantial de dos fuentes (Instituto Michoacano de Cultura, Morelia, México, 1994, 122 pp.)
- Calla mi amor que vivo (Ediciones Era, México, 1990, 147 pp. ISBN 9684113277)
- Días sin Casura (Leega Literaria, México, 1986, 90 pp. ISBN 9684950357. Edición digital de Ars Longa, México, 2011, ISBN digital: 6326)

### Poesia
- Se prepara a la lluvia la tarde (Ediciones sin Nombre, México 2014. 124 pp. ISBN 9786079413026)
- A manera de retrato una mujer cruza la calle (Universidad Autónoma Metropolitana. México, 1990, 84 pp. ISBN 9688406295)
- Hay un poema en el mundo (Editorial Oasis, Col. Los Libros del Fakir, México, 1986, 29 pp. y en publicación digital: Ediciones Corcon (Corte y confección), México, 2011)
- Itinerare, Lo Faro, Roma, 1980.

### Conto
- Verano con lluvia (Ediciones Era, México, 2003, 89 pp. ISBN 9789684115552)
- Le tre Elene (en italiano, Edicoop, Roma, 1980)

### Conto infantil
- El ruido de la música (Editorial Progreso, ilustraciones: Efrén Santos, México, 2005, 48 pp. ISBN 9789706415905)
- Los amigos de la coyota risueña y loca – Tu’kue bene nha bayix nna bekw’ya nholh xhill’lhall (Editorial Del Rey Momo, FONCA Traducción al zapoteco: Marío Molina Cruz; Ilustraciones: Guillermo Scully; México, 1996, 24 pp.
- Paseando con Cayetano – A Walk with Cayetano  (ilustraciones de Georgeanne; traducción al inglés de Clare Joysmith; Editorial Del Rey Momo, FONCA, México, 1993)

## Ensaio (seleção)
- Idee femministe latinoamericane (en italiano, Edizioni Arcoiris, Salerno, Italia, traduzione e cura di Giovanna Minardi. 2016, 204 pagine. ISBN 978-88-96583-95-1)
- Feminismos desde Abya Yala. Ideas y proposiciones de las mujeres de 607 pueblos en nuestra América (primera edición por la Editorial Desde Abajo, Colección Pensadoras Latinoamericanas, Bogotá, Colombia, 2012, 295 pp. ISBN 78958845459. Ha publicado otras ediciones en Argentina, Chile, Bolivia y México, con prólogos diferentes que siguen los movimientos de mujeres y feministas. En 2015, la publicó la Universidad Autónoma de la Ciudad de México, ISBN  978-607-7798-91-0)
- Presentación y coordinación de la Antología del pensamiento feminista nuestroamericano (2010), que agrupó textos de los siglos XV al XX, con la colaboración de diversas/os autoras/es que rescataron textos de archivos de sus países o que facilitaron sus textos para conformar esta antología.[5]
- “Intentando acercarme a una razón narrativa”, en revista Intersticios. Filosofía, arte, religión, Universidad Intercontinental, Ciudad de México, Año 8, n. 19, 2003. ISSN: 1.200-16 425.[6]
- Ideas feministas latinoamericanas (primera edición: Universidad Autónoma de la Ciudad de México, 2004, 250 pp. A esta edición han seguido otras aumentadas y revisadas en México y Colombia. En 2014 la Universidad Autónoma de México publicó la 3ª edición, 288 pp. ISBN 9786077798842)
- Saharauis. La sonrisa del sol (Fundación Editorial el Perro y la Rana, Caracas, Venezuela, 2006, 101 pp.)
- Garífuna, Garínagu, Caribe (Siglo XXI / UNESCO / Gobierno de Quintana Roo, México, 2002, 79 pp., ISBN 9789682323652)
- Tan derechas y tan humanas. Manual ético de los derechos humanos de las mujeres (Derechos humanos Academia Mexicana de Derechos Humanos, México, 2000, 119 pp.)

## História e crítica de artes (seleção)
- "La creatividad de las mujeres. Pintura y reconocimiento público", en VV.AA. (2015) Mujeres del Salón de la Plástica Mexicana, tomo 2, CONAULTA, INBA, pp. 21-23. ISBN 9786076052556
- Siete pintores de una generación sin nombre (escrito con la colaboración de Rosario Galo Moya sobre las/os artistas visuales: Carlos Gutiérrez Angulo, José Luis García, Gabriela Arévalo, Rafael Charco, María Romero, Guillermo Scully y Sara María Terrazas. Inédito. La obra recibió el Premio Nacional Bellas Artes Luis Cardoza y Aragón para Crítica de Artes Plásticas en su emisión 2010)
- Entraña de volcán. Pigmento y experimentación en la obra de Carlos Gutiérrez Angulo (fotografía de la obra: Irma Villalobos; Instituto Mexiquense de Cultura, Toluca, México, 2004, 106 pp.)

## Traduções (seleção)
- Gioacchino Gargallo Di Castell Lentini, Historia de la Historiografia Moderna, 4 volúmenes, trad. del italiano por Francesca Gargallo, Editorial UACM, México, 2009. Tomo I: El siglo XVIII (ISBN 9789689259206), Tomo II: Hegel historiador (ISBN 9789689259220); Tomo III: La historiografía del Consulado y el Imperio (ISBN 9789689259213); Tomo IV: La historiografía liberal de la conquista franca de las Galias (ISBN 9789689259350).
- Zuffa, Grazia, “Si el sexo se vuelve cabildeo: opciones y significados diversos de la representación”, trad. del italiano por Francesca Gargallo, en Debate feminista, Año 4, vol. 7, marzo 1993, pp. 96-99. ISSN 0188-9478

## Prêmios
- Em 2012, Menção Honorífica do Prêmio Libertador ao Pensamento Crítico, Ministério de Cultura da República Bolivariana de Venezuela, pelo livro Feminismos desde el Abya Yala.
- Em 2011, Medalha Omeccihuatl, Instituto das Mulheres Cidade de México o Governo do Distrito Federal.[7]
- Em 2010, Prêmio Belas Artes Luis Cardoza e Aragón para Crítica de Artes Plásticas, pelo  livro inédito Siete pintores de una generación sin nombres  (escrito em colaboração com Rosario Galo Moya)[8]
- Em 2006, Primeira Menção Honorífica do Prêmio Libertador ao Pensamento Crítico (criado em 2005), Ministério de Cultura da República Bolivariana de Venezuela, pelo livro Ideas Feministas Latinoamericanas.
- Em 2001, Primeiro lugar no Área de Conhecimento Histórico dos Prêmios ao Pensamento Caribenho, outorgado pela Editorial Século XXI, a UNESCO e o Governo de Quintana Roo, pelo livro Garífuna Garínagu, Caribe.

## Entrevistas e aparições (seleção)
- Gil, Eve, "Ellas tienen la palabra: narradoras y ensayistas mexicanas", La Jornada Semanal, domingo 11 de septiembre de 2016, pp. 9-10, consultada el 23-09-2016 en https://issuu.com/lajornadaonline/docs/semanal11092016
- "Feminismos latinoamericano y filosofías de la liberación. Entrevista de Alex Ibarra a Francesca Gargallo", Le Monde diplomatique, edición chilena [noviembre de 2015], consultada el 23-09-2016, en  https://www.lemondediplomatique.cl/Feminismos-latinoamericano-y.html
- Oliver, Mariana, "El feminismo es para la buena vida. Entrevista con Francesca Gargallo", Revista Cuadrivio, diciembre 29 de 2013, consultada el 23-09-2016 en http://cuadrivio.net/dossier/el-feminismo-es-para-la-buena-vida-entrevista-con-francesca-gargallo/
- Gil, Eve, "Ulises feminista", en La trenza de Sor Juana IV, noviembre de 2008, consultada el 23-09-2016 en http://trenzamocha.blogspot.mx/2008/11/ulises-feminista_27.html [Semblanza literaria de Francesca Gargallo]